# 黃鱔
黄鳝（學名：Monopterus albus），俗称鳝鱼（鱓魚）、田鳝或田鳗，亦名长鱼、血鱼、罗鱼、无鳞公子等，為輻鰭魚綱合鰓目合鳃魚科的淡水底栖肉食性鱼类。其种加词“albus”意为“白色的”。可养殖供食用，具有经济价值。自然分布於亚洲中國东南半部、朝鲜、日本、臺灣、印度及東南亞的低纬度或水温较暖的淡水流域。繁殖期为5至8月。黄鳝的体形和鳗鱼有相似之处，均为体形细长类似蛇形，无鳞，有粘液分泌，體長可達100公分。但事实上它们在分类学上并不相同。然而习惯称呼常会混为一谈，如将鳗鱼称为白鳝等。

## 生態
黄鳝主要棲息在溪流、泥濘的稻田、池塘或沼澤中，會掘洞而居，以甲殼類、蠕蟲、魚類等為食，屬夜行性。可在不灑農藥的有機田邊，綁蚯蚓不用勾，于泥坑前輕鬆釣鱔，但不经意间也可能會釣到蛇。
引入北美以后，黄鳝被认为是入侵物种。

## 食用

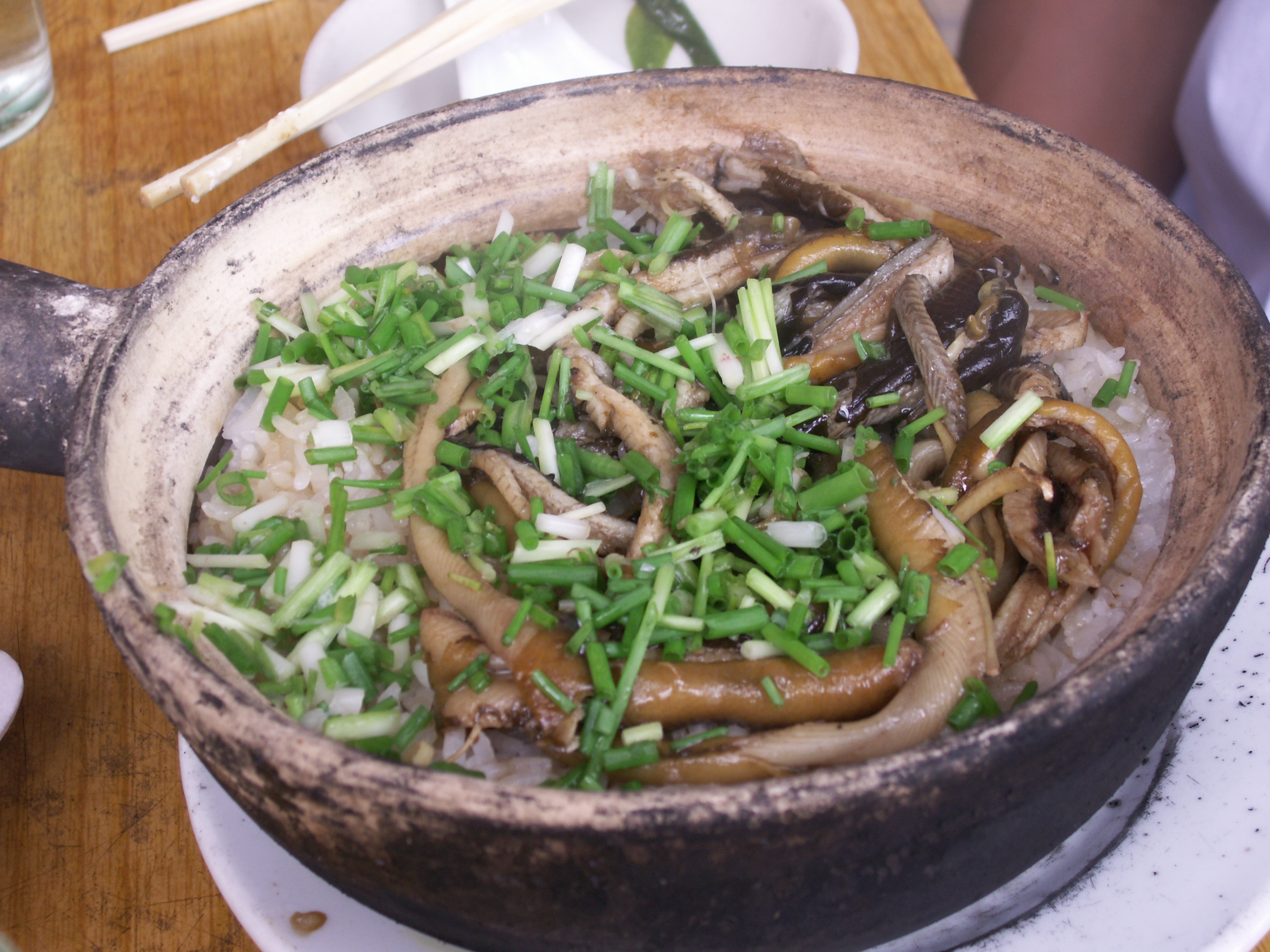
黄鱔煲仔飯

黄鳝在許多地方，包括越南菜及中國菜都是重要食材，菜式种类繁多。从加工方法上，有生焖、切段、切片、切丝、生炒、软兜、冷炝、煨、油炸等不下数十种。黄鳝需要鲜食，死后的黄鳝身体僵直像一根直棍，体内产生有毒物质。江苏淮安更有所谓全鳝席，整桌菜肴全部用黄鳝（当地俗称为长鱼）制作。
- 生焖：
  - 生焖黄鳝煲：在广东等地，将活黄鳝直接放入备有调味酱的瓦煲里焖熟。
- 切段
  - 串烧黄鳝
  - 大烧马鞍桥：淮扬菜的一种菜色，用鳝鱼与带皮猪腿肉合烹而成，鳝段烧后会收缩成马鞍形
- 切片
  - 红烧鳝片
- 切丝
  - 黄鳝炒细粉（粉丝）：流行于广东五邑地区，将黄鳝放在水中烧开然后去骨，肉撕成丝，然后伴粉丝一起炒。
  - 黄鱔煲仔飯：同上法制作的鳝丝用油略微爆香后，放入预先做好瓦煲饭面焖熟。这种做法由于无骨，吃起来更爽快。
  - 响油鳝糊：苏州菜式
- 生炒：
  - 生炒蝴蝶片：淮扬菜的一种菜色，黄鳝活杀后，批成蝴蝶状薄片，急火快炒。
  - 清炒鳝糊
  - 鱔魚意麵：台灣小吃，尤以台南最為知名[3]。
- 软兜：
  - 软兜长鱼：淮扬菜的一种菜色，将黄鳝烫死后，去骨，用鳝背急火快炒。
- 冷炝：
  - 炝虎尾：淮扬菜的一种菜色
- 煨：
  - 煨脐门：淮扬菜的一种菜色
- 油炸：
  - 炸脆鳝：江苏无锡名菜梁溪脆鳝
  - 爆鳝卷：

## 延伸阅读
[在维基数据编辑]
 《欽定古今圖書集成·博物彙編·禽蟲典·鱓魚部》，出自陈梦雷《古今圖書集成》